# Большой Каменный мост (Гатчина)
Большой Каменный мост (Трёхарочный мост) — несохранившийся пешеходный каменный арочный мост через протоку Белого озера в Дворцовом парке Гатчинского музея-заповедника.

## История
Каменный арочный мост через протоку Белого озера был построен в 1797 году. Имя архитектора неизвестно, но, вероятнее всего, это был В. Бренна. На авторство Бренны указывали характерные детали оформления, применявшиеся зодчим и в других его постройках. Работы велись под наблюдением каменных дел мастера Д. Висконти. По-видимому, мост строился одновременно с Малым Каменным мостом на Круговой дороге на месте существовавшего ранее деревянного моста. Как и Малый Каменный мост, Большой мост строился из местного известкового туфа: черницкого и пудостского. В XVIII веке мост называли мостом супротив плотины или Большим мостом в Аглинском саду. Ограждениями моста были каменные балюстрады из пудостского камня с фигурными балясинами. По первоначальному проекту предполагалось украсить мост скульптурой — четырьмя фигурами кентавров на устоях и четырьмя фигурами сатиров на цилиндрических постаментах на промежуточных опорах, но в связи со смертью императора Павла I этот замысел не был воплощен. Общая длина моста составляла 32 м, ширина — 9,6 м, высота свода над водой (центральный пролёт) — 2,9 м.
В 1842 году архитектором А. М. Байковым выполнен ремонт моста. В 1887 году был произведён капитальный ремонт моста по проекту архитектора Н. В. Дмитриева. Его заново сложили из местного камня на портландском цементе, с установкой бетонных балясин взамен повреждённых. Кирпичную арку оставили старую, но подвели под нее с каждой стороны по три ряда пятовых камней. В 1939 году архитектором М. В. Красовским были выполнены обмерные чертежи Большого Каменного моста. 
Мост производил исключительно сильное впечатление красотой силуэта и красочной гармонией оттенков камня. Характерным для силуэта моста были пологие линии ограждений — балюстрад, смыкавшихся на оси моста.
Зимой 1944 года мост был взорван немцами при оставлении города. Взрыв полностью уничтожил центральный пролет, повредив при этом своды малых арок. После войны, в 1948 году, по проекту архитекторов С. Е. Путкевича и А. А. Кедринского центральный пролёт перекрыли временным деревянным прогоном с перилами из берёзовых жердей. В 1954 и 1971 годах производились работы по нахождению и поднятию обломков со дна Белого озера. В 1956 году были произведены обмеры сохранившейся конструкции моста. В 1970 году был разработан проект восстановления Большого Каменного моста, но реставрация так и не была выполнена. К настоящему времени мост находится в руинированном состоянии. В январе 2022 года мост закрыт для проведения восстановительных работ.